# 엘리 크레이그

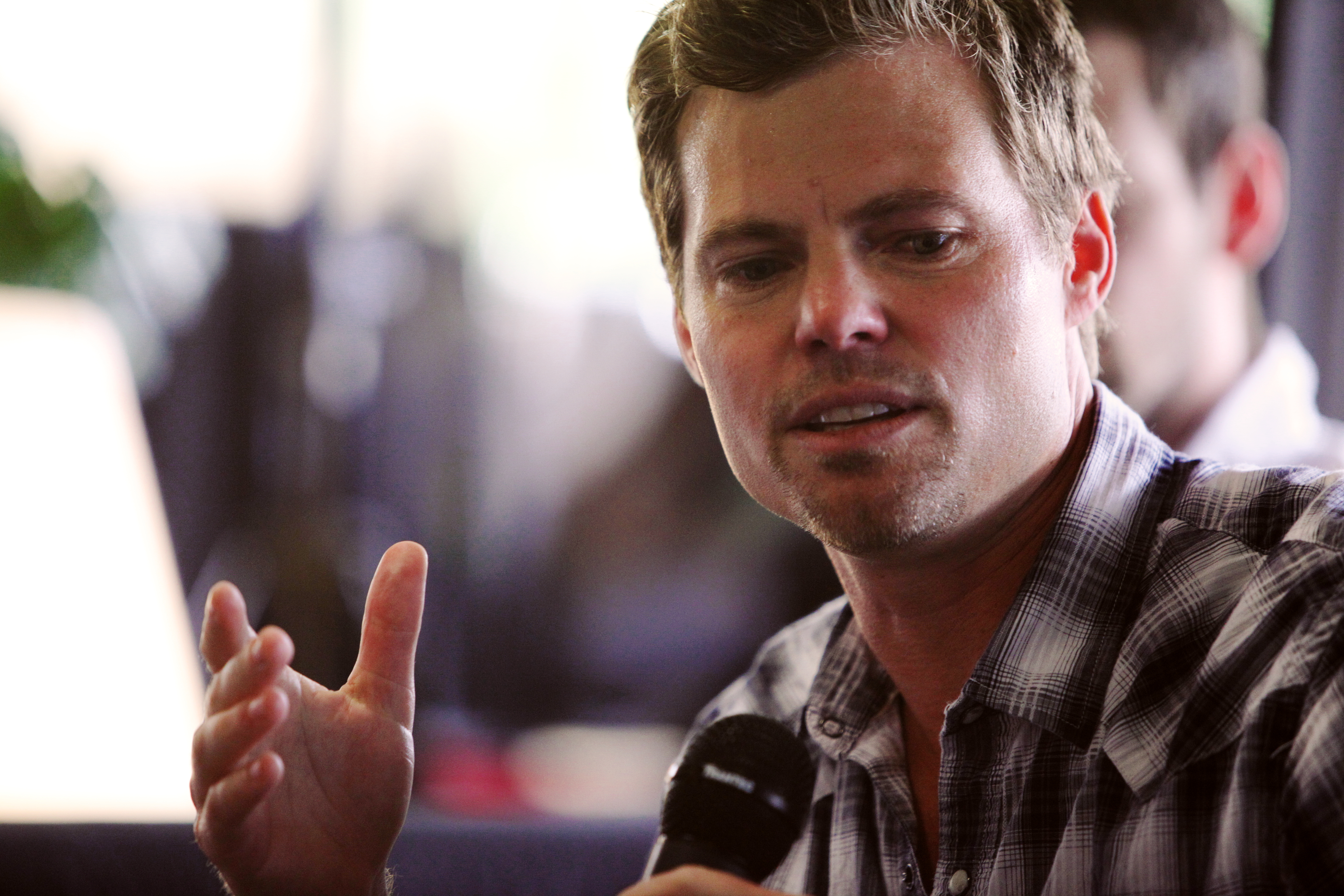

엘리 크레이그(Eli Craig, 1972년 5월 25일 ~ )는 미국의 배우, 영화 감독, 각본가, 영화 프로듀서, 영화배우이다.
로스앤젤레스에서 태어났다.

## 영화
- 리틀 이블 (2017년)
- 터커 & 데일 Vs 이블 (2010년)
- 탁구의 길 (2004년)
- 엘러펀트 에그 (2004년)
- 스페이스 카우보이 (2000년)
- 캐리 2 (1999년)